# تاريخ الليبرالية

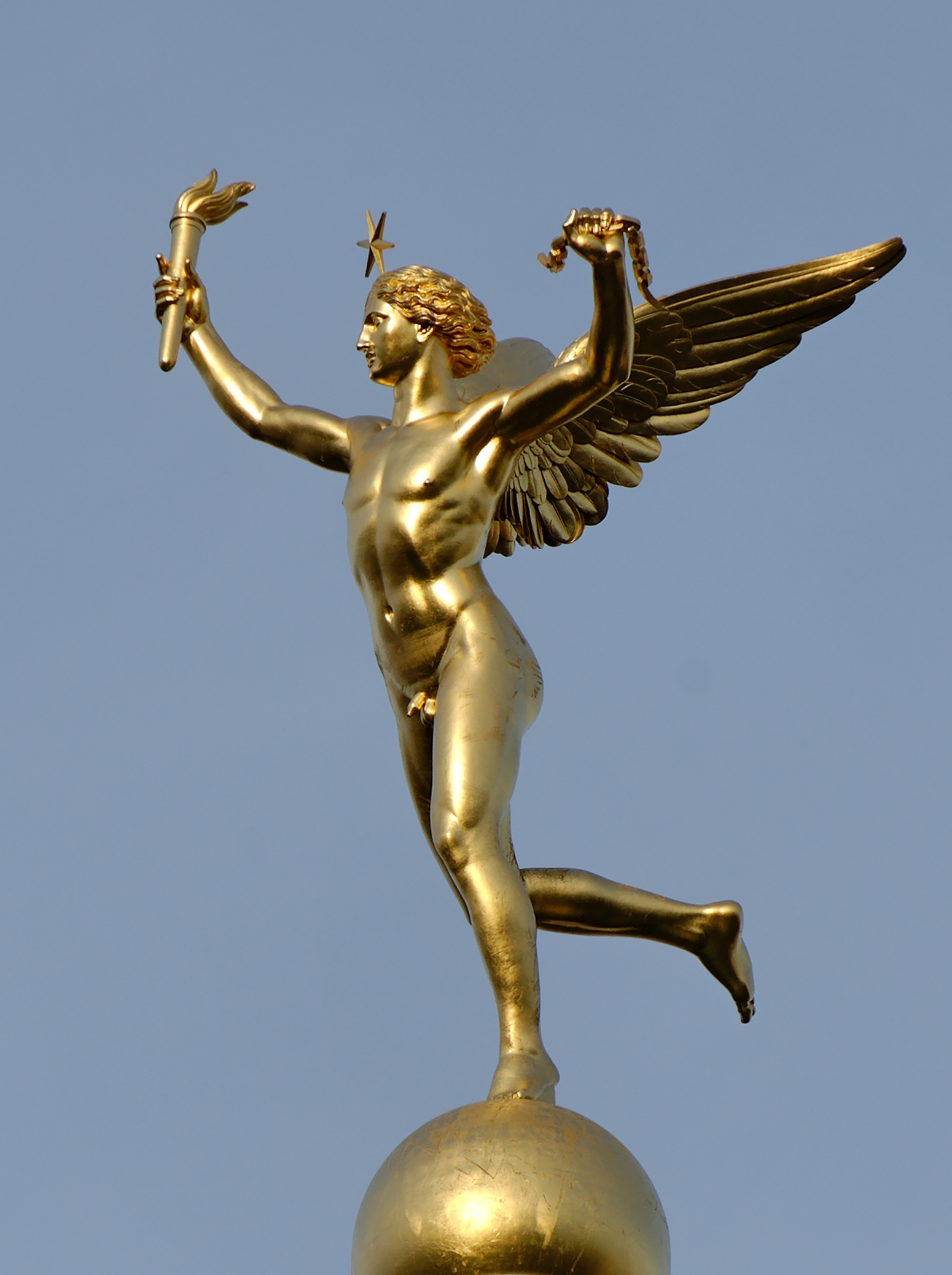

تؤمن الليبرالية بالحرية وحقوق الإنسان، وترتبط من الناحية التاريخية بمفكرين من أمثال جون لوك ومونتسكيو. هي حركة سياسية تمتد إلى الجزء الأكبر من القرون الأربعة الأخيرة، على الرغم من عدم استخدام كلمة ليبرالية للإشارة إلى مذهب سياسي معين إلا في القرن التاسع عشر. وضعت الثورة المجيدة في إنجلترا عام 1688 الأسس اللازمة لتطوير الدولة الليبرالية الحديثة، من خلال الحد من السلطة المطلقة أو الملكية من الناحية الدستورية، وأكدت على الأفضلية البرلمانية، ومررت وثيقة حقوق الإنسان، وأسست مبدأ موافقة المحكومين. وأسس إعلان استقلال الولايات المتحدة في عام 1776 الجمهورية الناشئة، على مبادئ ليبرالية دون وجود عائق من الأرستقراطية المتوارثة –ينص الإعلان على أن جميع الرجال خُلقوا سواسية ومنحهم الخالق بعض الحقوق التي لا يمكن المساس بها، من بينها الحياة والحرية وحق السعادة، مرددًا عبارة جون لوك: الحياة والحرية والخصوصية. وأطاحت الثورة الفرنسية بعد ذلك بسنوات قليلة، بالأرستقراطية الموروثة، ورفعت شعار الإخاء والمساواة والحرية، وكانت أول دولة في التاريخ تمنح حق الاقتراع العام للذكور. ويعتبر إعلان حقوق الإنسان والمواطن، الذي دُون في فرنسا لأول مرة في عام 1789، بمثابة وثيقة تأسيسية لكل من الليبرالية وحقوق الإنسان. اندمج في خاتمة المطاف، التطور الفكري لعصر التنوير والذي شكك في التراث القديم المتعلق بالمجتمعات والحكومات، مع حركات ثورية قوية، والتي أسقطت ما أطلق عليه الفرنسيون اسم نظام الحكم القديم، وهو الإيمان بنظام حكم أو ملكية مطلقة ودين مستقر معترف به، وتحديدًا في أوروبا وأمريكا اللاتينية وأمريكا الشمالية.
استخدم كل من وليام هنري أمير أورانج في الثورة المجيدة، وتوماس جيفرسون في الثورة الأمريكية ولافاييت في الثورة الفرنسية، فلسفة ليبرالية من أجل تبرير الإطاحة المسلحة بما رأوه حكمًا مستبدًا. بدأت الليبرالية في الانتشار سريعًا وخصوصًا بعد الثورة الفرنسية. وشهد القرن التاسع عشر حكومات ليبرالية تأسست في دول من جميع أنحاء أوروبا وأمريكا الشمالية وأمريكا الجنوبية. وكان المذهب المحافظ هو الخصم الأيديولوجي المهيمن خلال تلك الفترة، في مقابل الليبرالية الكلاسيكية، ولكن نجحت الليبرالية لاحقًا في مواجهة تحديات أيديولوجية كبرى قادمة من خصوم جدد، مثل الفاشية والشيوعية. تبنت الحكومة الليبرالية في الغالب معتقدات اقتصادية من تلك التي اعتنقها آدم سميث وجون ستيوارت مل وغيرهم، والتي تؤكد على نطاق واسع، على أهمية الأسواق الحرة ونظام الحكم القائم على الحرية الاقتصادية (أو مبدأ دعه يعمل دعه يمر)، مع الحد الأدنى من التدخل في التجارة.
أثرت الليبرالية خلال القرن التاسع عشر وأوائل القرن العشرين في الإمبراطورية العثمانية والشرق الأوسط، على فترات الإصلاح مثل التنظيمات والنهضة وصعود العلمانية والسلطة الدستورية والقومية. ساعدت تلك التغيرات جنبًا إلى جنب مع عوامل أخرى، على خلق شعور بالأزمة داخل الإسلام والذي يستمر حتى يومنا هذا –ويؤدي ذلك إلى صحوة إسلامية. وانتشرت الأفكار الليبرالية خلال القرن العشرين بشكل أكبر، عندما وجدت الديمقراطيات الليبرالية نفسها في الجانب الفائز في كل من الحربين العالميتين. وأصبح تأسيس الليبرالية الاجتماعية (والتي يُطلق عليها غالبًا اسم الليبرالية بكل بساطة، وتحديدًا في الولايات المتحدة) مكونًا أساسيًا في توسيع دولة الرفاهية. وتستمر الأحزاب الليبرالية حتى اليوم، في استخدام القوة والتأثير في شتى أنحاء العالم، لكنها ما زالت تواجه صعوبات تحتاج للتغلب عليها في أفريقيا وآسيا. وتأثرت بشدة الموجات اللاحقة للفكر والصراع الليبرالي الحديث بالحاجة إلى توسيع الحقوق المدنية. دافع الليبراليون عن المساواة الجندرية (بين الجنسين) والمساواة العرقية، وحققت الحركة الاجتماعية العالمية للحقوق المدنية في القرن العشرين، العديد من الأهداف في تلك الموضوعات.

## التاريخ المبكر

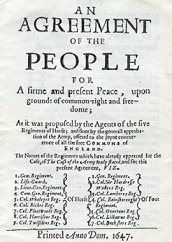
اتفاق الشعب (1647-1649)

كانت توجهات الفكر الليبرالي المنعزلة، موجودة في الفلسفة الغربية منذ الإغريق القدماء وفي الفلسفة الشرقية منذ عصر مينغ وسونغ، لكن ظهرت الإشارات الكبرى الأولى للسياسة الليبرالية في العصور الحديثة. ظهرت العديد من التصورات الليبرالية عند لوك في الأفكار الراديكالية التي انتشرت بحرية في ذلك الوقت. كتب مؤلف المنشورات ريتشارد أوفرتون: «بالنسبة لكل فرد في الطبيعة، مُنح خاصية فردية في طبيعتها، ليس لأي شخص الحق في أن يغزوها أو يغتصبها؛ فلا توجد سلطة لأي رجل على حقوقي وحرياتي، وليس لدي أي سلطة على حقوق وحريات شخص آخر.» قدم الفيلسوف الإنجليزي جون لوك تلك الأفكار أولًا بشكل موحد، بوصفها أيديولوجيا متمايزة، ويعتبر لوك بشكل عام أبو الليبرالية الحديثة. طور لوك المفهوم الراديكالي الذي يرى أن الحكومة تحتاج إلى موافقة من المحكومين، ويجب على تلك الموافقة أن تكون حاضرة باستمرار من أجل الحفاظ على شرعية الحكومة. أجملت رسالتاه المؤثرتان عام 1690 أفكاره الرئيسية، إذ يمثل النص التأسيسي للأيديولوجيا الليبرالية. وكان إصراره على أن الحكومة الشرعية لا تقوم على أساس خارق أو فوق الطبيعة، بمثابة انفصال حاد عن نظريات الحكم السابقة. حدد لوك أيضًا مفهوم انفصال الكنيسة عن الدولة. وحاجج لوك بناء على مبدأ العقد الاجتماعي، بأن هناك حق طبيعي بالنسبة لحرية الضمير، والذي يجب في رأيه أن يظل محميًا من أي سُلطة حاكمة. وصاغ أيضًا دفاعًا عامًا عن التسامح الديني في خطاباته المتعلقة بالتسامح. تأثر لوك بالأفكار الليبرالية لدى جون ميلتون والذي كان مدافعًا قويًا عن الحرية في كافة أشكالها.
رأى ميلتون أن انفصال الدولة والكنيسة هو الطريقة الفعالة الوحدية لتحقيق التسامح على نطاق واسع. قدم ميلتون في بيانه (أريوباجيتيكا) واحدة من أوائل الحجج على أهمية حرية الكلام –تأتي الحرية في المعرفة وفي الكلام وفي النقاش بشكل حر وفقًا للضمير، فوق كل الحريات. ويُعد ألجيرنون سيدني الشخص الثاني فقط بالنسبة لجون لوك في تأثيره على الفكر السياسي الليبرالي في بريطانيا وأمريكا المستعمرة خلال القرن الثامن عشر، وقرأه واقتبس منه على نطاق واسع معارضة ويج خلال الثورة المجيدة. كانت حجة سيدني القائلة إن الرجال الأحرار يتمتعون دائمًا بحق مقاومة الحكومة المستبدة، من الحجج التي استشهد بها الوطنيون على نطاق واسع في زمن الحرب الثورية الأمريكية، واعتبر توماس جيفرسون أن سيدني يمثل واحدًا من مصدرين رئيسيين للرؤية الليبرالية لدى الآباء المؤسسين. واعتقد سيدني في أن نظام الملكية المطلقة ما هو إلا شر سياسي كبير، وكتب عمله الرئيسي بعنوان (خطابات متعلقة بالحكومة) خلال أزمة الاستبعاد، كرد فعل على بطريركية روبرت فيلمر، التي تعتبر دفاعًا عن الحق الإلهي للنظام الملكي. ورفض سيدني بشكل حازم، مبادئ فيلمر الرجعية، وحاجج بأن رعية النظام الملكي من حقهم المشاركة في الحكومة من خلال النصح والتشاور.

## عصر التنوير
استمر تطور الليبرالية طوال القرن الثامن عشر، مع المُثُل المزدهرة لعصر التنوير. اتسمت تلك الفترة بحيوية فكرية عميقة، إذ راجعت التراث القديم وأثرت في العديد من الممالك الأوروبية طوال القرن الثامن عشر. وتميزت التجربة الفرنسية في القرن الثامن عشر على عكس الإنجليزية، بتأبيد الحقوق والممتلكات الإقطاعية ونظام الحكم المطلق. وغالبًا ما قُمعت بصرامة الأفكار التي كانت تتحدى الوضع الراهن. وتعتبر معظم فلسفات عصر التنوير الفرنسي تقدمية بالمعنى الليبرالي، ودافعت عن إصلاح نظام الحكم الفرنسي إلى جانب توجهات ليبرالية ودستورية بشكل أكبر. ويُعد التنوير الأمريكي بمثابة فترة فوران فكري في المستعمرات الأمريكية الثلاثة عشر، خلال الفترة (1714 – 1818)، والتي أدت إلى الثورة الأمريكية وإنشاء الجمهورية الأمريكية. وطبق التنوير الأمريكي التفكير العلمي على السياسة والعلم والدين، وعزز من التسامح الديني واستعاد الأدب والفنون والموسيقى بوصفها تخصصات ومهنًا هامة تستحق الدراسة في الجامعات؛ متأثرًا في ذلك بالتنوير الأوروبي في القرن الثامن عشر وبالفلسفة الأمريكية الأصلية.
يُعد جوزيف الثاني من النمسا، واحدًا من تلك الأمثلة البارزة على الحكم الملكي الذي تبنى بجدية مشروع التنوير، فقد حكم في الفترة من 1780 إلى 1790 وطبق سلسلة واسعة من الإصلاحات الجذرية، مثل إلغاء العبودية بشكل كامل وفرض سياسات ضريبية متساوية بين طبقة الأرستقراطيين وطبقة الفلاحين، وتأسيس التسامح الديني بما في ذلك الحقوق المدنية المتساوية لليهود وقمع السلطة الدينية الكاثوليكية في شتى أنحاء إمبراطوريته، ما أفسح المجال للمزيد من علمنة الدولة. ساهم أيضًا المد المتصاعد للتصنيع والتحضر في أوروبا الغربية خلال القرن الثامن عشر إلى جانب التنوير، في نمو المجتمع الليبرالي من خلال تشجيع النشاط التجاري وريادة الأعمال.
دعمَّ رجال الكومنولث وحزب الدولة في أوائل القرن الثامن عشر النظام الجمهوري، وأدانوا الفساد الظاهر والمنتشر على نطاق واسع وانعدام الأخلاق خلال عصر والبول، إذ تصوروا أنه يمكن للفضيلة المدنية وحدها أن تحمي الدولة من الاستبداد والتدمير. وكتب جون ترينشارد وتوماس جوردون سلسلة من المقالات المعروفة باسم خطابات كاتو، والتي نُشرت في مجلة لندن خلال عشرينيات القرن الثامن عشر، إذ أدانوا فيها الطغيان وقدموا مبادئ حرية الضمير وحرية الكلام. وكان لتلك الخطابات تأثيرًا هامًا على تطور النظام الجمهوري في الولايات المتحدة. أسس راديكاليون ميدلسكس بقيادة السياسي جون وايلكس الذي طُرد من مجلس النواب بسبب تهمة التشهير والتحريض، جمعية من أجل الدفاع عن وثيقة حقوق الإنسان، وطوروا الاعتقاد في أن كل رجل لديه حق التصويت، ويتمكن من الحكم الصحيح على الموضوعات السياسية بسبب العقل الطبيعي. تتكون الحرية من انتخابات متكررة. ويُعد ذلك بداية للتراث الطويل للراديكالية البريطانية.

### التنوير الفرنسي
تميزت التجربة الفرنسية في القرن الثامن عشر على عكس الإنجليزية، بتأبيد الإقطاعية ونظام الحكم المطلق. وغالبًا ما قُمعت بقوة الأفكار التي تحدت الوضع الراهن. وتعتبر معظم فلسفات عصر التنوير الفرنسي تقدمية بالمعنى الليبرالي، ودافعت عن إصلاح نظام الحكم الفرنسي إلى جانب توجهات ليبرالية ودستورية بشكل أكبر. كتب مونتسكيو سلسلة من الأعمال المؤثرة للغاية في أوائل القرن الثامن عشر، بما في ذلك الخطابات الفارسية (1717) وروح القوانين (1748). وقد أحدث هذا الأخير تأثيرًا هائلًا في داخل وخارج فرنسا على السواء. انحاز مونتسكيو إلى جانب نظام الحكم الدستوري، والحفاظ على الحريات المدنية والقانون، وكذلك الفكرة القائلة بإنه يجب على المؤسسات السياسية أن تعكس الأبعاد الاجتماعية والجغرافية لكل مجتمع. وحاجج بشكل خاص بأن الحرية السياسية تحتاج إلى فصل السلطات الحكومية. فدافع مونتسكيو بناءً على رسالة جون لوك الثانية عن الحكومة، عن ضرورة فصل السلطات التنفيذية والتشريعية والقضائية للحكومة في كيانات منفصلة عن بعضها، وبالتالي عندما تحاول واحدة من تلك السلطات أن تنتهك الحرية السياسية، فإنها قد تجد قيودًا من جانب السلطات الحكومية الأخرى. حاول مونتسكيو في مناقشة مطولة بشان النظام السياسي الإنجليزي والذي كان معجبًا به بشكل كبير، أن يوضح الكيفية التي يمكن بها تحقيق ذلك مع ضمان وجود الحرية حتى في ظل نظام حكم ملكي. ولاحظ أيضًا أنه لا يمكن ضمان الحرية في حالة عدم فصل السلطات حتى في ظل نظام جمهوري. وأكد أيضًا على أهمية اتباع الإجراءات القانونية المحددة، بما في ذك حق الحصول على محاكمة عادلة وافتراض براءة المتهم وتناسب قسوة العقوبة مع الجرم.

## عصر الثورة

### الثورة الأمريكية
تصاعد التوتر السياسي بين إنجلترا ومستعمراتها الأمريكية بعد عام 1765 وحرب السبع سنوات حول مسألة الضرائب دون تمثيل، وبلغ الأمر ذروته بإعلان استقلال جمهورية جديدة، وقيام حرب ثورية أمريكية للدفاع عنها. أمن الكاتب الإنجليزي توماس بين الأسس الفكرية للاستقلال. نُشر كتيبه الفطرة السليمة المؤيد للاستقلال باسم مجهول في 10 يناير 1776 وحقق نجاحًا فوريًا. قُرأ بصوت عالٍ في كل مكان، حتى في الجيش. كان رائدًا في أسلوب كتابة سياسية جعلت الأفكار المعقدة سهلة الفهم.
ردد إعلان الاستقلال، الذي كتب توماس جيفرسون معظمه في اللجنة، أصداء لوك. ناقش القادة بعد الحرب كيفية المضي قدمًا بالبلاد. بدت وثائق الكونفدرالية التي كُتبت عام 1776 غير كافية لتحقيق الأمن أو توفير حكومة فعالة. دعا كونغرس الكونفدرالية إلى عقد الاجتماع الدستوري عام 1787، والذي نتج عنه كتابة دستور جديد للولايات المتحدة الأمريكية يؤسس حكومة فيدرالية. كان الدستور في سياق العصر وثيقة جمهورية وليبرالية. تعد الآن أقدم وثيقة حكم ليبرالية سارية في جميع أنحاء العالم.
آمن النظريون والسياسيون الأمريكيون إيمانًا راسخًا بسيادة الشعب أكثر من سيادة الملك. كتب أحد المؤرخين: «ينص التبني الأمريكي لنظرية الديمقراطية على أن كل الحكومات تستمد سلطتها العادلة من موافقة المحكومين، إذ إنه حصل في وقت مبكر من إعلان الاستقلال، وكان نقطة علام للعصر».

كان للثورة الأمريكية آثارها على الثورة الفرنسية وعلى الحركات اللاحقة في أوروبا. ذكر ليوبولد فون رانكه، وهو مؤرخ ألماني بارز، في عام 1848 أن الجمهوريانية الأمريكية لعبت دورًا حاسمًا في تطور الليبرالية الأوروبية: 
عبر التخلي عن الدستور الإنجليزي وتأسيس جمهورية جديدة قائمة على حقوق الفرد، قدم الأمريكيون الشماليون قوة جديدة في العالم. تنتشر الأفكار بسرعة هائلة حين تجد تعبيرًا قويًا ومناسبًا. دخلت الجمهوريانية بهذا الشكل إلى العالمين الروماني والجرماني .... وحتى هذه النقطة، سادت في أوروبا القناعة بأن الملكية تخدم مصالح الأمة على النحو الأفضل. انتشرت الآن فكرة أن الأمة يجب أن تحكم نفسها بنفسها. لم تتوضح الأهمية الكاملة لهذه الفكرة إلا بعد التشكيل الفعلي لدولة على أساس نظرية التمثيل. قامت كل الحركات الثورية اللاحقة لنفس الهدف... شكل ذلك انقلابًا كاملًا للمبدأ. كان الملك حتى ذلك الحين حاكمًا بفضل من الله وكان يدور حوله كل شيء. ظهرت بعدها فكرة أن القوة يجب أن تأتي من الأسفل.... شكل هذان المبدآن قطبين متعاكسين، وحدد الصراع بينهما مسار العالم الحديث. لم يتخذ الصراع بينهما شكلًا ملموسًا في أوروبا حتى قيام الثورة الفرنسية.

### الثورة الفرنسية
يعتبر المؤرخون على نطاق واسع الثورة الفرنسية واحدة من أهم الأحداث في التاريخ. يُنظر إلى الثورة أغلب الأحيان على أنها تحدد بدء «فجر العصر الحديث»، وترتبط انتفاضاتها ارتباطًا كبيرًا «بانتصار الليبرالية».
بعد مرور أربع سنوات على الثورة الفرنسية، ورد أن الكاتب الألماني يوهان فون غوته أخبر الجنود البروسيين بعد معركة فالمي أنه «بدءًا من هذا المكان والزمان تبدأ حقبة جديدة في تاريخ العالم، ويمكنكم أن تخبروا العالم أنكم كنتم شاهدين على ولادتها». وصف أحد المؤرخين السياسيات التشاركية للثورة الفرنسية قائلًا: «اكتسب الآلاف من الرجال وحتى العديد من النساء خبرة مباشرة في الساحة السياسية، لقد تكلموا وقرأوا واستمعوا بطرق جديدة، وانتخبوا وانضموا لمنظمات جديدة وساروا نحو أهدافهم السياسية. أصبحت الثورة تقليدًا والجمهوريانية خيارًا دائمًا». شكلت الثورة بالنسبة لليبراليين لحظة حاسمة، ووافقوا لاحقًا على الثورة الفرنسية موافقة كلية، «لم يوافقوا على نتائجها فحسب بل وافقوا أيضًا على الحركة نفسها»، وذلك وفق ما ذكره مؤرخان اثنان.
بدأت الثورة الفرنسية عام 1789 بدعوة من مجلس النواب في مايو. شهد العام الأول من الثورة قيام أعضاء من الطبقة الثالثة بإعلان قسم لعبة الكف في يونيو، واقتحام سجن باستيل في يوليو. كان الحدثان الرئيسيان اللذان أعلنا انتصار الليبرالية هما إلغاء الإقطاع في فرنسا في ليلة الرابع من أغسطس عام 1789، والذي أعلن انهيار الحقوق والامتيازات والقيود الإقطاعية والتقليدية القديمة، والتصديق على إعلان حقوق الإنسان والمواطن في أغسطس. استُشير جيفرسون، السفير الأمريكي في فرنسا، في صياغة الإعلان ويظهر التشابه جليًا بينه وبين إعلان الاستقلال الأمريكي.
هيمنت على السنوات القليلة التالية التوترات بين مختلف المجالس الليبرالية والملكية المحافظة العازمة على إحباط الإصلاحات الرئيسية. أُعلن عن قيام جمهورية في سبتمبر 1792، وأعدم الملك لويس السادس عشر في العام التالي. بلغ الصراع بين الفصائل السياسية المتنافسة والجيرونديين واليعاقبة ذروته في عهد الإرهاب، الذي تميز بإعدامات جماعية «لأعداء الثورة»، وبلغ عدد القتلى عشرات الآلاف. وصل نابليون إلى السلطة أخيرًا عام 1799، وأنهى كل أشكال الديمقراطية بديكتاتوريته، وقمع الحروب الأهلية الداخلية وصنع السلام مع الكنيسة الكاثوليكية واحتل جزءًا كبيرًا من أوروبا حتى تمادى وهُزم أخيرًا عام 1815. بشر صعود نابليون بصفته ديكتاتورًا عام 1799 بعكس العديد من المكاسب الجمهورية والديمقراطية. لم يستعد نابليون رغم ذلك النظام القديم، بل أبقى على العديد من الإصلاحات الليبرالية وفرض تشريعًا قانونيًا ليبراليًا، سُمي قانون نابليون.
خلال الحروب النابليونية، جلب الفرنسيون لأوروبا الغربية تصفية النظام الإقطاعي وتحرير قوانين الملكية وإنهاء المستحقات الحكومية وإلغاء النقابات وتشريع الطلاق وحل الأحياء اليهودية وانهيار محاكم التفتيش والنهاية التامة للإمبراطورية الرومانية المقدسة والقضاء على محاكم الكنيسة والسلطة الدينية وإنشاء النظام المتري والمساواة القانونية لجميع الرجال. كتب نابليون أن «شعوب ألمانيا وفرنسا وإيطاليا وإسبانيا تريد المساواة والأفكار الليبرالية»، واقترح بعض المؤرخين أن نابليون قد يكون أول من استخدم كلمة «ليبرالية» بمعناها السياسي. حكم أيضًا بطريقةٍ وصفها أحد المؤرخين بأنها «ديكتاتورية مدنية»، إذ «استمدت شرعيتها من التشاور المباشر مع الشعب، وذلك عبر الاستفتاء العام». لم يلتزم نابليون رغم ذلك بالمثل الليبرالية التي اعتنقها دومًا.
كان للثورة تأثير كبير خارج فرنسا وانتشرت أفكارها انتشارًا واسعًا. علاوة على ذلك، أطاحت الجيوش الفرنسية في تسعينيات القرن الثامن عشر وفي القرن التاسع عشر مباشرة بالبقايا الإقطاعية في معظم أنحاء أوروبا الغربية. حررت قوانين الملكية وألغت مستحقات الملكية وألغت نقابة التجار وشرعت الطلاق وأغلقت أحياء التجمع اليهودي. انتهت محاكم التفتيش والإمبراطورية الرومانية المقدسة. قُلصت سلطة المحاكم الكنسية والسلطة الدينية بشدة، وأُعلن عن المساواة القانونية لجميع الرجال.
يؤكد آرتز على الفوائد التي عادت على الإيطاليون من الثورة الفرنسية:
تمتع الإيطاليون بقوانين ممتازة لما يقارب عقدين من الزمن، وكان لديهم قانون ضرائب عادل ووضع اقتصادي أفضل وتسامح ديني وفكري أكثر مما عرفوه منذ قرون... أُسقطت الحواجز المادية والاقتصادية والفكرية القديمة في كل مكان، وبدأ الإيطاليون في إدراك قومية مشتركة.
أما في سويسرا، فيم مارتن التأثير طويل الأمد للثورة الفرنسية:
لقد نادت بالمساواة بين المواطنين بموجب القانون، والمساواة بين اللغات وحرية الفكر والمعتقد، لقد أوجدت الجنسية السويسرية والأساس لقوميتنا الحديثة وفصلت القوى، وهو ما لك يكن للنظام القديم تصور له، لقد ألغت الجمركة الداخلية والقيود الاقتصادية الأخرى ووحدت الأوزان والقياسات وأصلحت القانون المدني وقانون العقوبات، كما أجازت الزيجات المختلطة (بين الكاثوليك والبروستانت) ومنعت التعذيب وتقدمت بالعدالة وطورت التعليم والأشغال العامة.
عمل أكثر إنجازاته ديمومة، وهو القانون المدني، «مثلًا يحتذى به في جميع أنحاء العالم»، ولكنه أدى إلى استمرار التمييز ضد المرأة تحت شعار «النظام الطبيعي». أدت هذه الفترة غير المسبوقة من الفوضى والثورة إلى دخول العالم في حركة جديدة وإيديولوجية سوف تغزو الأرض دخولًا لا رجعة فيه. أما فيما يتعلق بفرنسا، أدت هزيمة نابليون إلى استعادة النظام الملكي وأُعيد فرض نظام محافظ للغاية على البلاد.